# Giovanni Gaspare Bagnato
Giovanni Gaspare Bagnato (Landau in der Pfalz, 13 giugno 1696 – Mainau, 1757) è stato un architetto tedesco, di origine italiana.

## Biografia
Johann Caspar era figlio di un muratore della diocesi di Como, trasferito a Landau per la costruzione delle fortificazioni. Non si conoscono le circostanze della sua formazione. Lavorò principalmente per l'Ordine teutonico, del quale divenne architetto ufficiale per l'area della Germania meridionale. La prima opera datata è il castello dei cavalieri teutonici in Altshausen (Württemberg), iniziato nel 1729. Da allora iniziò un'intensissima attività Tra la Svizzera, l'Alsazia, il Württemberg. Il suo ruolo di supervisore e progettista per un'area così grande, rende spesso difficile l'apporto diretto in cantiere e la paternità del progetto.
In seguito lavorò anche per altri committenti come i monaci di S. Gallo che gli affidarono, intorno al 1750, il progetto per la nuova abbazia (eseguì poi soltanto la facciata orientale) e il vescovo di Coblenza.
Il suo stile sobrio è insieme solenne, con elementi di  impronta nordica, che semplificava il gusto rococò, in ampie superfici vuote.
Negli ultimi tempi della sua vita Bagnato si giovò della collaborazione del figlio Francesco Antonio che ereditò il suo titolo di architetto dell'Ordine teutonico per il baliato di Svevia-Alsazia-Borgogna. Il subentrare di Franz Anton su alcuni cantiere complica ulteriormente l'attribuzione dei vari apporti progettuali.

## Opere

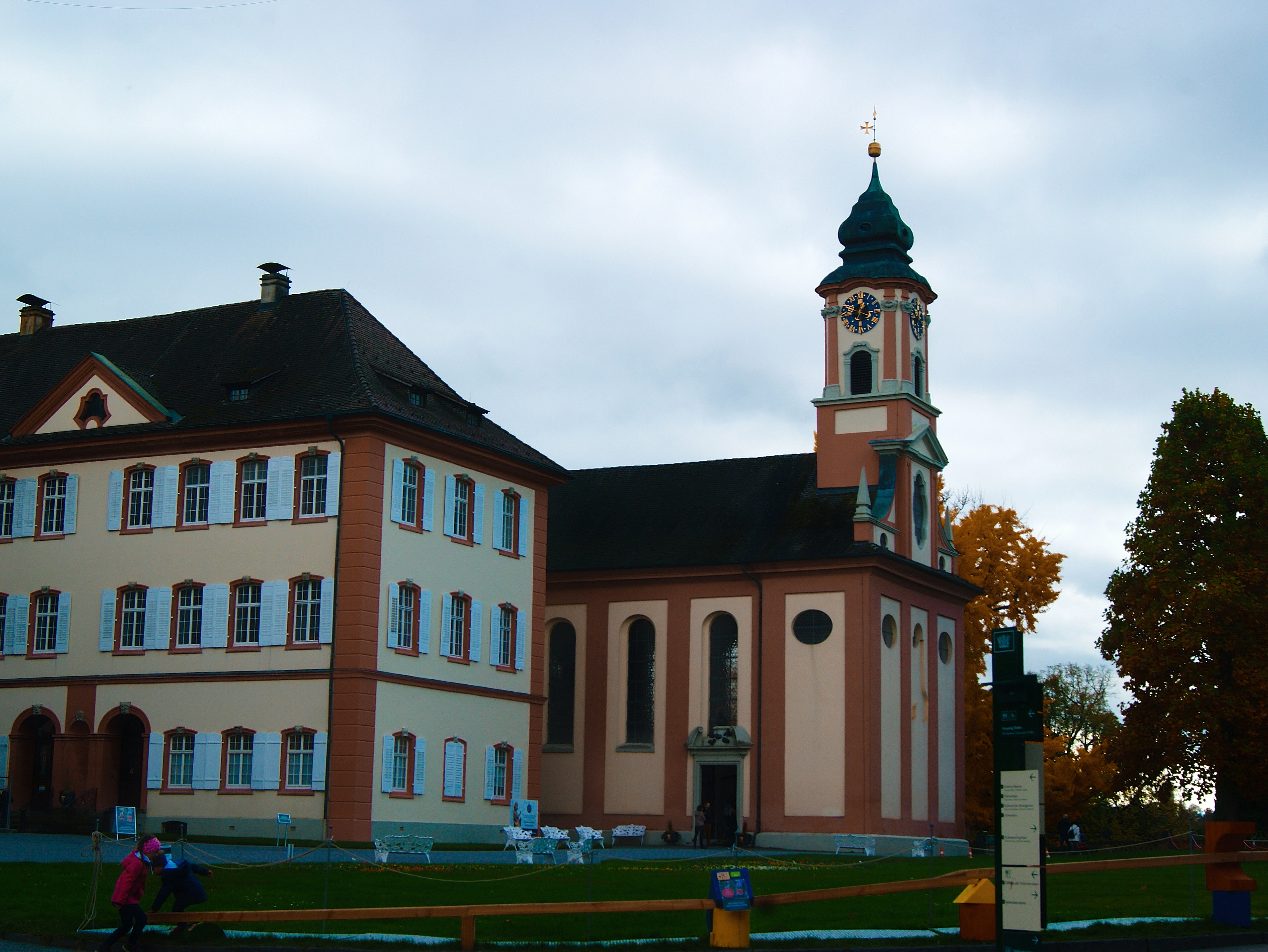
Castello di Mainau

- Altshausen (Württemberg), castello dei cavalieri teutonici (progetto realizzato in parte)
- Mainau, castello e chiesa dell'Ordine dei cavalieri teutonici
- Lindau, convento e chiesa
- Friedberg, chiesa di S. Maria Maddalena
- Kirheim (Alsazia), casa dei cavalieri teutonici
- Leuggern (Aargau), casa dei cavalieri teutonici
- Hitzkirch (Lucerna), casa dei cavalieri teutonici
- Strassberg (Hohenzollern), palazzo degli Uffici
- Delsberg (Berna), palazzo pubblico
- Lümschweiler, chiesa
- Hagenbach (Palatinato), chiesa
- Knöringen, chiesa
- Rorschach (S. Gallo), casa del grano
- Klingnau (Aargau), convento
- Bischofszell (Thurgau), palazzo pubblico
- Veitsburg (Ravensburg), casa dei cavalieri teutonici
- Rufach (Alsazia), casa dei cavalieri teutonici (progetto)
- Beuggen (Renania), casa dei cavalieri teutonicì
- Merdingen, chiesa parrocchiale
- Meistrassheim (Alsazia), chiesa parrocchiale
- Epfersheim (Alsazia), chiesa parrocchiale.